# Johan Oldenziel
Johan Olaf Ernst Oldenziel (Naarden, 20 februari 1939) is een Nederlands politicus van de PvdA.
Hoewel hij geboren werd in Noord-Holland bracht hij een groot deel van zijn jeugd door in de provincie Groningen. In 1964 is hij in de rechten afgestudeerd aan de Rijksuniversiteit Groningen waarna hij ging werken voor de gemeente Arnhem. Vijf jaar later ging hij werken bij de gemeente Groningen waar hij in 1972 promotie maakte tot kabinetschef van de burgemeester aldaar. In februari 1978 volgde zijn benoeming tot burgemeester van Hindeloopen. In 1981 werd hij de burgemeester van Franeker en bij de gemeentelijke herindeling van Friesland in 1984 werd Oldenziel de burgemeester van de toen nieuwgevormde gemeente Littenseradeel wat hij tot maart 2000 zou blijven.